# Церква Воздвиження Чесного Хреста (Виспа)
Це́рква Воздвиження Чесного Хреста — церква у селі Виспа (Рогатинський район, Івано-Франківська область), пам'ятка архітектури місцевого значення № 865.

## Історія
Містечко Виспа згадується коло 1600 року. Тоді, ймовірно, і зведена перша церква. З переказу відомо, що церква існувала вже в часи наїздів татар. В акті візитації 1739 р. описана гарна дерев'яна церква, всередині іконами прикрашена та дерев'яна дзвіниця перед нею. Збудована була вона коштом громади при пароху о. Івану Королику в 1732 році.
Дідич Виспи князь Дмитро Іполит Яблоновський 29 березня 1765 р. надав ерекцію на давні ґрунти і поля, якими володіла церква парохії Воздвиження Чесного Хреста в селі Виспа для о. Миколи Медиського. Церкву перебудовано в 1794 р., замінивши бабинець новим, вкритим двосхилим дахом. 16 жовтня 1794 року її освятив львівський єпископ Петро Білянський. В такому вигляді церква збереглася до наших днів. Церква в користуванні громади УГКЦ.

## Опис
Церква розташована в центрі села на пагорбі, при вулиці, недалеко від старого замчища. Поряд, на при церковній огородженій території, розташовані старі кам'яні хрести оригінальної форми — мальтійський хрест вписаний в коло. Церква — тридільна, двоверха, дерев'яна. Складається з квадратового вівтаря, ширшої квадратової нави і рівноширокого їй прямокутного (перебудованого) бабинця.
При вівтарі з півночі розташована невелика прямокутна ризниця, прибудована пізніше. Нава вкрита пірамідальним верхом з двома заломами і завершена світловим ліхтарем. Над вівтарем — пірамідальний верх з одним заломом, завершений маківкою. Над бабинцем — високий двосхилий причілковий дах. Церкву оточує піддашшя, оперте на східчасті випусти вінців зрубів, розірване в місці прилягання ризниці та відсутнє на чільному західному фасаді.
Вхід у церкву, влаштований в західній стіні бабинця, прикриває великий двосхилий дашок, опертий на західні випусти зрубу, декорований контурним пояском з дощечок з фігурними прорізами у вигляді квіток і хрестів. Над дашком влаштоване термальне вікно. Стіни церкви шальовані вертикально дошками і лиштвами, завершені профільованим гзимсом. Віконні прямокутні прорізи нави і бабинця прикриті трикутними дашками-сандриками. В інтер'єрі бабинець перекритий стелею з викружкою. При західній його стіні розташовані вузькі хори. Стіни церкви вкриває розпис з 1970-х рр. Тоді ж поновлений чотириярусний різьблений іконостас рядової побудови з пророками в медальйонах.
На північний захід від церкви розташована триярусна, квадратова в плані, стовпова дзвіниця, з центральним стовпом. Рівно широкі і перший і другий яруси розділені широким піддашшям на приставлених кронштейнах. Вверху другого ярусу, під дашком, влаштована відкрита галерея. Третій, вужчий ярус має аркову голосникову галерею на кожній грані. Вкриває дзвіницю високий пірамідальний дах. Стіни першого ярусу шальовані вертикально дошками, а другого — оббиті деревоволоконними плитами, що шпетить її вигляд.